# Visão das aves

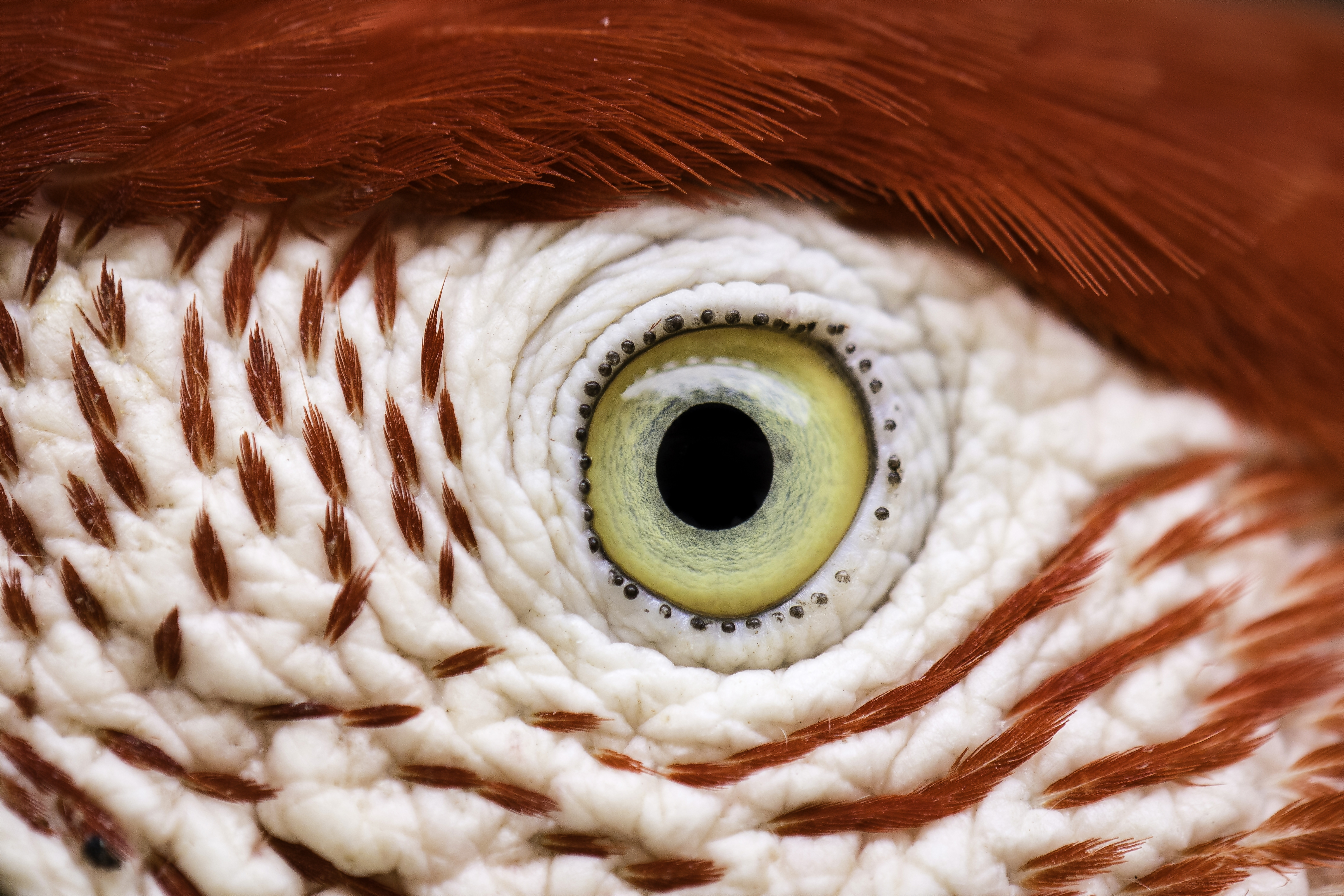
Olho de arara-vermelha.

A visão das aves constitui um dos sentidos mais importantes e desenvolvidos desses animais, sendo essencial para sua sobrevivência, atuando em atividades como o voo, forrageamento, fuga e reprodução. Em 1943, o oftalmologista e biólogo francês André Rochon-Duvigneaud caracterizou as aves como “uma asa guiada por um olho”.
A classe das Aves está presente em uma grande variedade de habitats como terra, água e ar, os quais refletem em adaptações e variabilidade no design ótico. Essas adaptações estão relacionadas com o modo de vida desses organismos e permitiram que alguns grupos de aves tenham um aumento significativo da acuidade visual, quando comparados com os demais vertebrados, podendo enxergar de 2 a 8 vezes mais que um mamífero.

## Sistema visual das aves

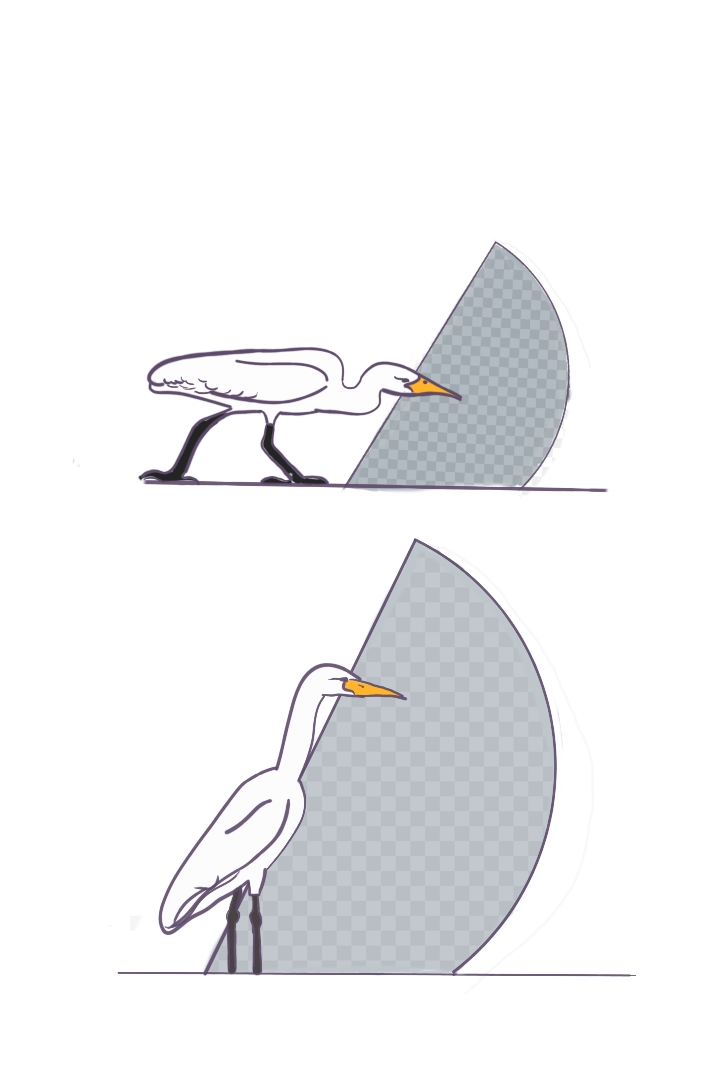
O campo visual de uma garça pode chegar a até 180º verticalmente. (Adaptado de Martin & Osorio, 2010).

### Campo visual
A estrutura ocular das aves é muito semelhante a dos répteis, possuindo uma forma relativamente plana, permitindo que a maior parte de seu campo visual fique em foco.
O campo visual em aves é muito variável e depende de fatores como o ambiente em que vivem, se são noturnas ou diurnas e o tipo de alimento consumido. Nesse aspecto é possível distinguir 3 tipos principais de visão em aves:
Visão do tipo 1: Está associada com a precisão visual do bico, seja para alimentação da prole ou captura de presas. A extensão vertical do campo visual de aves desse tipo é muito variável, podendo chegar a 180º em garças. A extensão horizontal do campo binocular, no entanto, é muito curta, chegando a no máximo 30º.
Visão do tipo 2: Esse tipo de visão é caracterizado por um campo frontal de apenas 10º ou menos. Porém esse tipo proporciona uma visão panorâmica com cobertura completa do hemisfério celestial, assim como uma visão da parte posterior do campo visual. Esse tipo geralmente encontrado em animais com prole relativamente independente, em que os filhotes conseguem se alimentar sozinhos, como patos.
Visão do tipo 3: Também conhecida como owl eyes, ocorre principalmente em corujas. É caracterizado por um campo frontal de aproximadamente 50º. Ainda não se sabe com precisão os motivos que levaram a especialização deste tipo de campo visual.

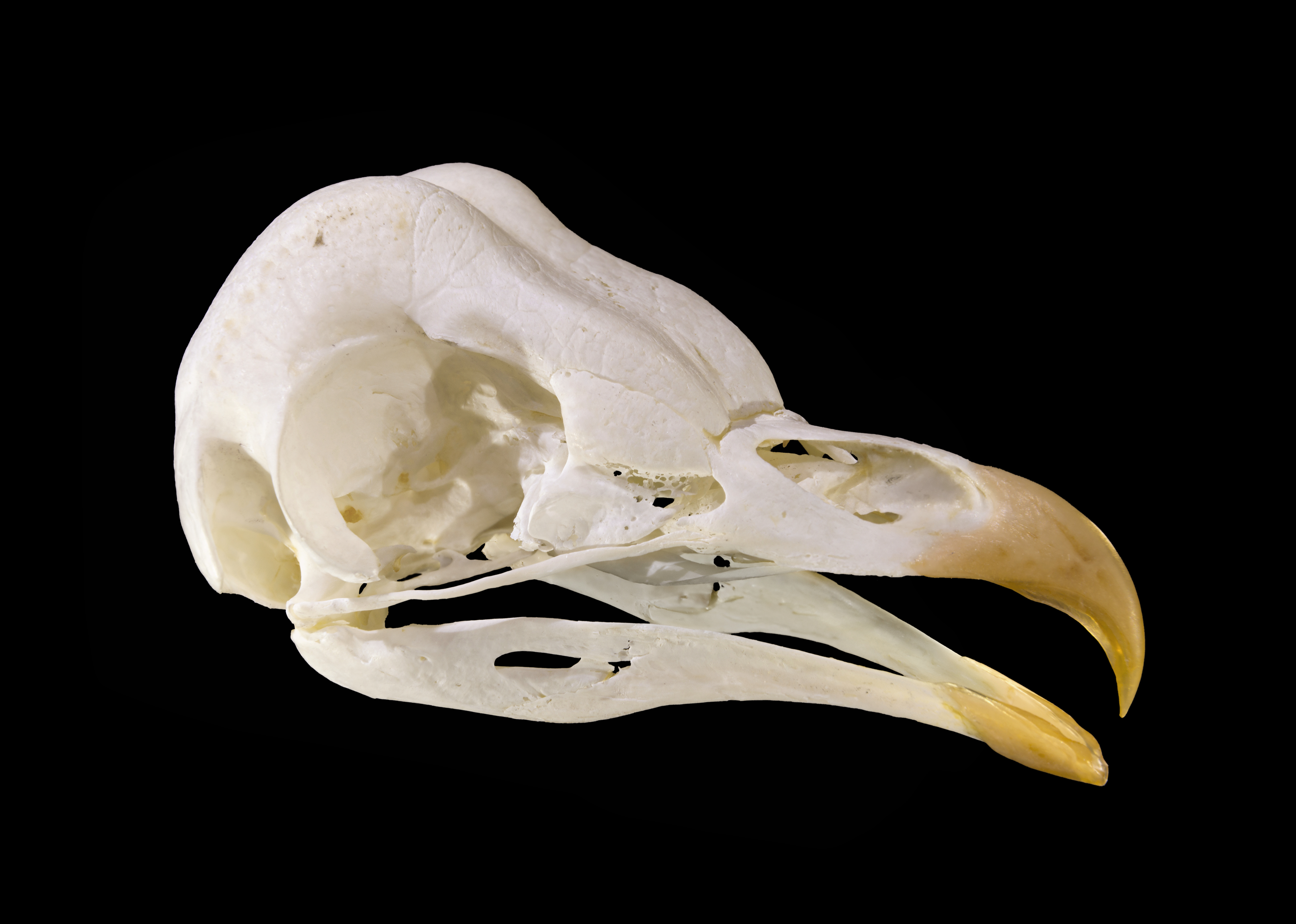
Crânio de coruja-das-torres, onde é possível ver o espaço ocupado pelo globo ocular.

### Tamanho e forma do olho

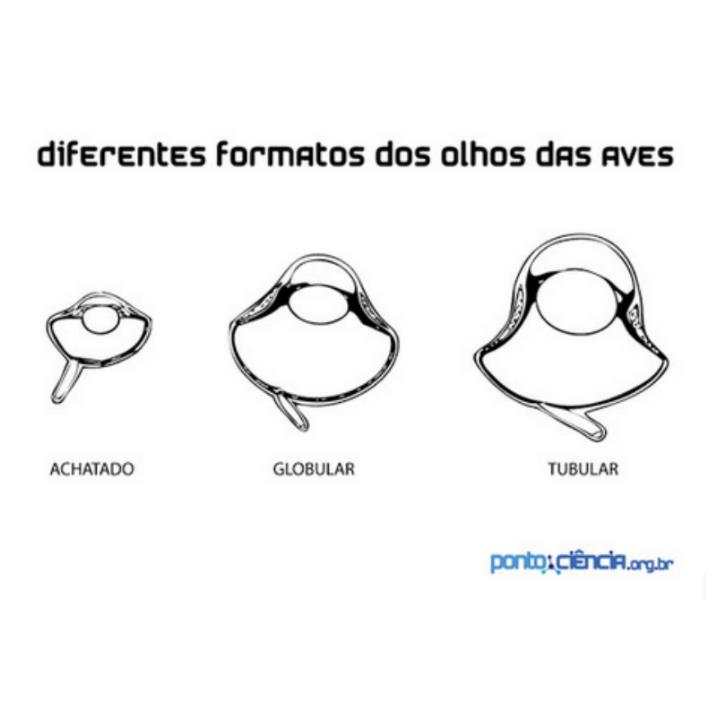
Diferentes formatos de olhos em aves.

Os olhos das aves são notoriamente grandes em relação ao tamanho do corpo, ocupando cerca de 50% ou mais do volume do crânio,  podendo pesar mais que o cérebro desses animais. Grandes falcões e corujas possuem olhos com tamanho bem próximo ao de um homem adulto. Os avestruzes possuem o maior olho dentre as aves, com cerca de 5 cm de diâmetro,aproximadamente o dobro do tamanho do olho humano
Os olhos das aves podem ser classificados de acordo com sua forma em planos, globosos e tubulares.
Olhos planos são característicos da maioria das aves diurnas com a cabeça estreita, por exemplo os pombos, sendo mais achatados do que profundos permitindo maior acuidade visual.
Os olhos globosos são comuns em aves com o crânio largo e que necessitam de alta resolução a grandes distâncias. Já os tubulares estão presentes em aves de crânio com eixo longitudinal maior que o diâmetro. Esses olhos são tipicamente encontrados em aves de rapina, diurnas e noturnas respectivamente, e apresentam maior distância entre o cristalino e a retina, proporcionando maior sensibilidade e boa visão em longas distâncias Característica extremamente vantajosa para aves como águias que geralmente caçam suas presas em grandes alturas.

### Movimentos oculares
O movimento do globo ocular é uma característica limitada nas aves. seus grandes olhos são capazes de realizar pequenos movimentos nas órbitas por causa do curto nervo óptico que conecta o crânio ao globo ocular. Essa limitação é compensada pela presença de cabeças leves e pescoços longos, que permitem a realização de movimentos rápidos e combinados da cabeça e dos olhos para mudar o foco entre diferentes objetos (saccade). Ademais os dois olhos normalmente se movem de forma independente, e em algumas espécies eles podem se mover coordenadamente em direções opostas

### Glândulas oculares
As aves possuem dois tipos de glândulas oculares, lacrimais e de Harder. As glândulas lacrimais estão relacionadas com a limpeza dos olhos e sua hidratação, enquanto as glândulas de Harder são responsáveis pelo revestimento da córnea e pela proteção contra o ressecamento.
A quantidade e o tamanho dessas glândulas variam de acordo com o habitat e os hábitos das aves. Aves aquáticas, por exemplo, possuem glândulas lacrimais muito pequenas, possivelmente por não haver tanta necessidade de umedecer os olhos em um ambiente aquoso. Por outro lado, aves marinhas tendem a possuírem grandes glândulas de Harder, que produzem uma espessa secreção oleosa e atuam na proteção da superfície dos olhos do contato com a água salgada.

## Anatomia interna do olho

Anatomia interna do olho de aves.

A anatomia do olho é estudada por meio de duas regionalizações, denominadas câmara anterior e câmara posterior, sendo o divisor entre elas o cristalino ou lente.
- Anel esclerótico: estrutura composta por ossículos esclerais cujas funções melhor definidas estão relacionadas com a proteção e sustentação do globo ocular durante a deformação ocorrida no momento do vôo ou mergulho; e auxílio dos músculos ciliares, especialmente na porção anterior da córnea, durante a acomodação visual.[1][11]
- Íris: Consiste em um diafragma contrátil localizado na frente da lente e atrás da córnea que regula a intensidade da luz que penetra no olho.[8]
- Lente ou cristalino: é um corpo formado por fibras transparentes, que formam uma lente biconvexa situada entre as câmaras anterior e posterior do olho. É circundado por uma cápsula que contém um epitélio metabolicamente ativo em sua porção anterior, enquanto na região equatorial contém uma almofada anular que não é opticamente ativa.[8]
- Córnea: a córnea da maioria das aves é relativamente fina, com exceção de aves aquáticas e algumas aves de rapina com hábito diurno. Essa estrutura pode possuir até cinco camadas, sendo elas: Epitélio (proteção externa); Membrana de Bowman (estabilização da córnea), estroma (produção e organização da matriz celular da Membrana de Bowman), Camada de Descemet (recobre o endotélio corneano, porém não ocorre em todas as aves) e endotélio (hidratação e bombeamento de nutrientes).[1]
- Músculo ciliar: consiste em um anel de músculos presente na região central do olho. Essa estrutura atua como fixadora e modificadora da forma da lente dentro do olho, controlando a acomodação da mesma para a visualização de objetos em distâncias variadas.[1][12]
- Retina: é a camada mais interna do globo ocular e, em sua maior parte, tem uma função fotorreceptora. Sendo avascular e permanentemente nutrida pela membrana coróide, nela estarão presentes células especializadas para a recepção da luz, estas são classificadas pela sua forma em Bastões e Cones, aumentando a presença de um deles dependendo dos hábitos noturno ou diurno das aves.[8]
- Coroide: contém a pigmentação que dá cor a retina em espécies diurnas, sendo que em variedades noturnas há pouca ou nenhuma pigmentação.[1] Essa estrutura é vascularizada, sendo portanto a responsável pela retirada do sangue venoso e disposição do sangue arterial, abastecendo a retina com nutrientes e oxigênio.[8]
- Esclera: funciona como cápsula protetora e meio de fixação dos músculos oculares, possuindo três camadas, uma externa, uma média e uma interna. A camada externa ou escleral é constituída de um tecido fibroelástico; A camada intermediária contém feixes de colágeno paralelos à superfície do globo ocular; Já a camada mais interna possui feixes de colágeno menos abundantes com fibras elásticas e células cromatóforas.[8]
- Fóvea: é uma depressão na região central da retina em que as camadas mais internas foram separadas para permitir a concentração e maior estimulação dos cones  pela luz.[8]
- Pécten ocular ou favo: estrutura é típica de aves e não se encontra presente em mamíferos e outros animais.[1] Localizada próxima ao nervo óptico com grande vascularização e pigmentação possui a forma de leque ou pente.  Suas funções estão relacionadas à nutrição ocular, produção do humor aquoso, oxigenação, regulação da temperatura e pressão do globo ocular.[1][8]
- Nervo óptico: feixe de fibras nervosas que transportam estímulos percebidos pelo olho para o sistema nervoso central.[8]

## Percepção
A visão é capaz de fornecer uma série de informações espaciais sobre a velocidade, resolução e alcance, domínios essenciais para guiar o voo e outros comportamentos das aves. Nesse sentido os hábitos do animal e o ambiente em que vive influenciam as suas necessidades, e portanto sua forma de interpretar e interagir com o ambiente.
É possível que as aves tenham mantido ao longo da evolução quatro cones da retina, os quais associados ao desenvolvimento do aparato neural, permitiram uma visão tetracromata. Além disso, evidências moleculares indicam fortemente que o quarto cone, mantido no grupo das aves, juntamente com uma elevada permeabilidade da lente e da córnea a radiação eletromagnética, permitem ao sistema visual destes animais grande sensibilidade aos raios UV.

## Variações entre grupos de aves

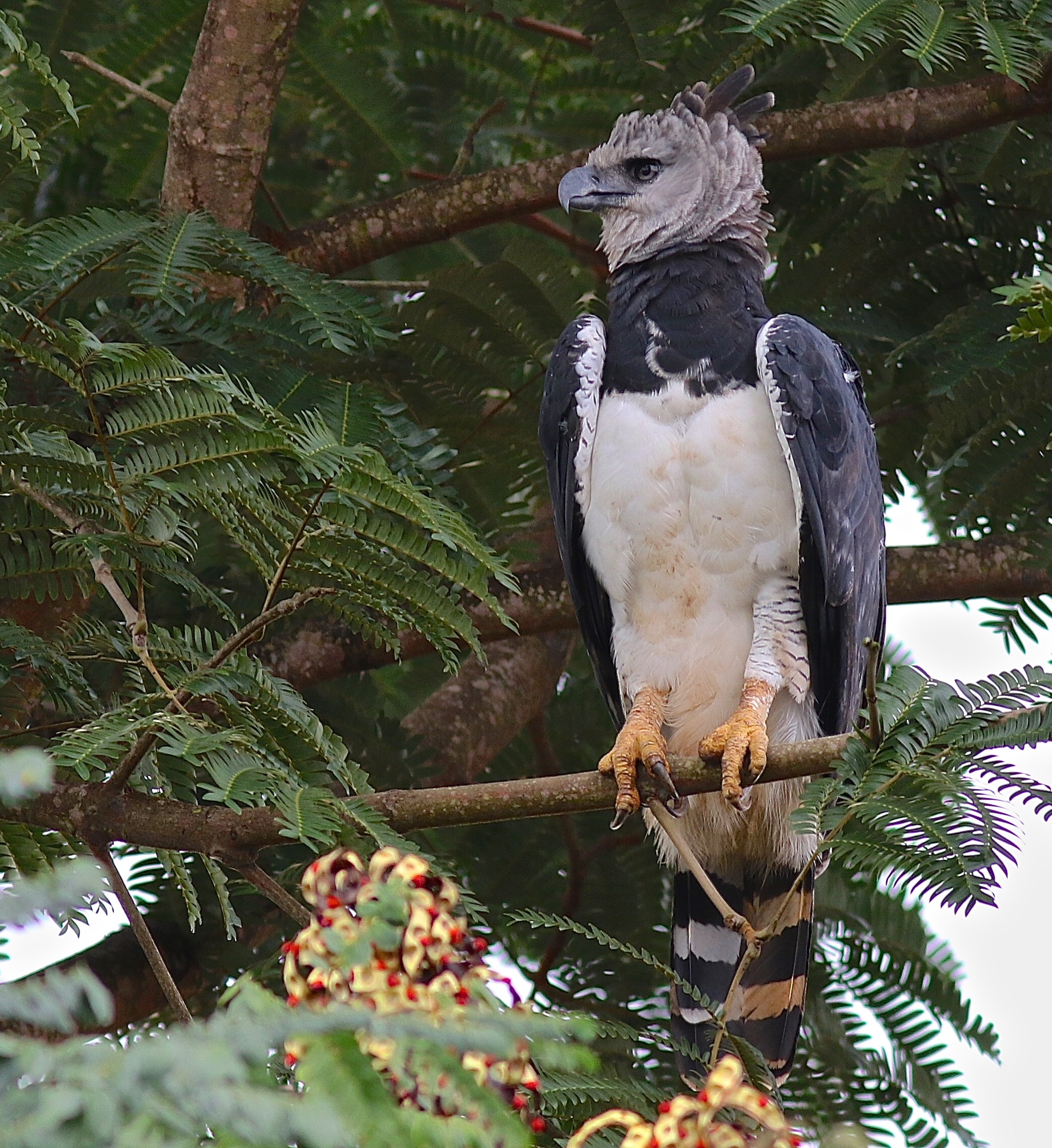
Harpia, uma das maiores aves de rapina do mundo, presente no território brasileiro.

### Aves diurnas e de rapina
Aves em geral, especialmente as de rapina, são conhecidas por possuírem uma visão muito precisa. Desde 350 a.C. Aristóteles já havia descrito que “a águia tem uma visão muito afiada”, frase refletida até hoje na expressão popular “olhos de águia”. Para além do conhecimento comum, a acuidade visual desse grupo é comprovada por estudos científicos. As aves predatórias, comparadas com a média de outras aves, tem um olho grande em termos absolutos e relativos ao seu peso corporal. Isso faz com que mais luz entre pela abertura da pupila e crie uma imagem maior na retina, aumentando a precisão da visão.
É observado nas aves de rapina uma maior densidade de receptores ao longo da retina, por exemplo, o Búteo-de-cauda-vermelha (Buteo jamaicensis), na fóvea tem 332.900 receptores por mm², já a águia-audaz (Aquila-audax), 450.000 por mm² . Em humanos, na fóvea a quantidade de cones é de aproximadamente 180 mil. No extremo, essa mesma águia-audaz pode atingir uma acuidade na visão de até duas vezes superior à do ser humano. Além da maior quantidade de células receptoras, muitas aves de rapina possuem uma segunda fóvea, na região temporal da retina. Devido à relativa falta de movimento do olho, o animal teria uma visão periférica do seu bico e garras (que no momento do ataque à presa entram em seu campo de visão) e essa segunda fóvea, mesmo menos potente que a central, possibilita uma imagem de melhor qualidade na região anterior.
Grande parte das aves tem um campo de visão vertical largo o suficiente, que no período do dia, quando estão principalmente ativas, implica na contínua exposição dos olhos aos raios solares. Estudos em humanos demonstram que essa constante penetração da luz do Sol no sistema ocular resulta em danos a suas estruturas e também à formação de imagem. A retina pode ser danificada; a longo prazo, o cristalino e a córnea sofrem danificações e a alta luminosidade solar também forma pós-imagens que deixam buracos no campo de visão. As aves não escapam disso e apresentam adaptações aos possíveis problemas advindos da extensa exposição aos raios do Sol.

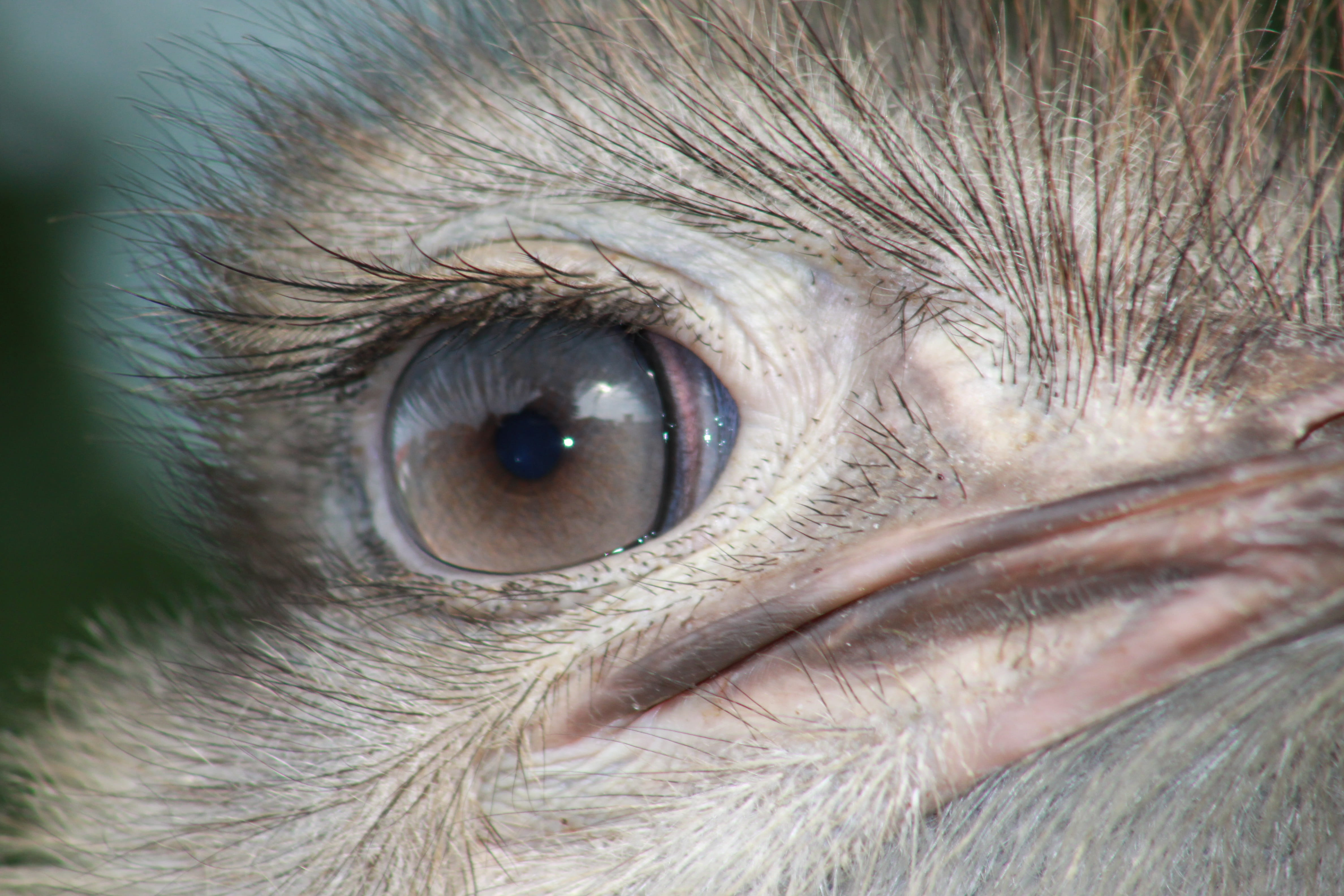
Detalhe de olho de avestruz onde é possível notar os longos cílios que protegem o olho.

Tendo em vista este aspecto da luminosidade solar, as aves diurnas podem ser separadas em dois grandes grupos: os que “olham o Sol e tem olhos pequenos” e os que “evitam o Sol e tem olhos grandes”. O primeiro grupo, composto majoritariamente por garças, pombos e patos, é marcado pelos olhos pequenos e um campo de visão vertical amplo, abrangendo o Sol, fazendo com que sua luz esteja em constante contato com a estrutura ocular. Para evitar os problemas da exposição contínua, essas aves se posicionam de uma maneira, na qual a os raios solares penetram a retina somente na sua periferia, mitigando sua efeito no campo visual. Mesmo com a córnea e a lente expostas às mazelas da intensa luminosidade, é postulado que a maioria das aves, diferente dos humanos, não vivem o suficiente para experienciar os problemas a longo prazo dessa exposição. O segundo grupo, representado em maioria por águias, urubus e avestruzes, é caracterizado por seus olhos grandes e um campo de visão acima da cabeça reduzido, com até 80º de área cega. Esses animais apresentam também anexos oculares que sombreiam o olho da luz direta solar. Dentre eles, uma protuberância na região superior aos olhos e cílios longos e grossos.

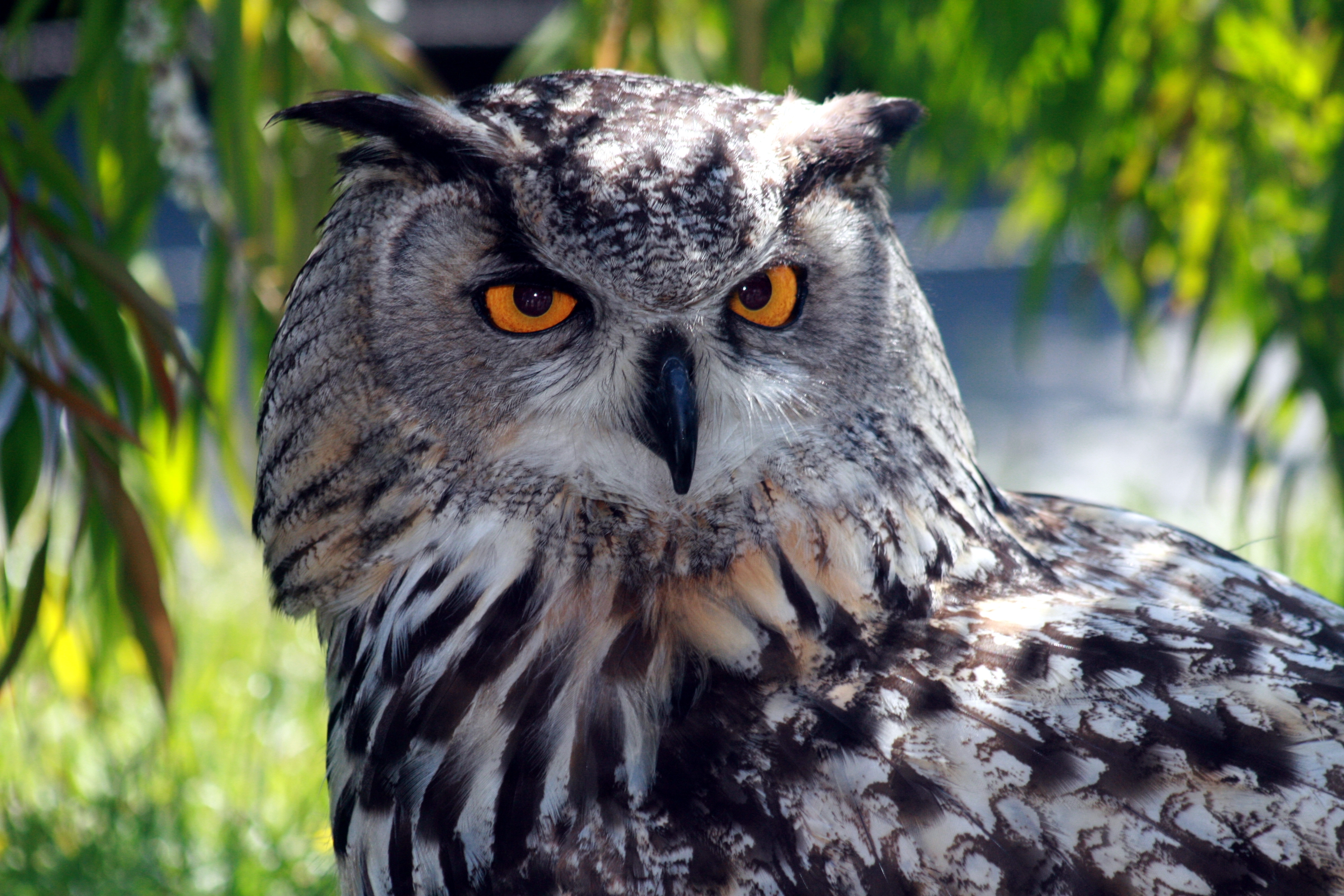
A coruja, uma ave noturna, apresenta uma câmara posterior maior em relação às aves diurnas

### Aves noturnas
Aves noturnas ossuem maior câmara posterior em relação a anterior, permitindo maior ocorrência de bastonetes que aumentam o aproveitamento da luz crepuscular, permitindo o movimento e caça durante a noite, no entanto, possuem menor capacidade de percepção de cores. Os kiwis (Apteryx sp.) são uma exceção, apesar de noturnos, possuem a visão muito ineficiente, seus olhos regrediram e tornaram-se míopes, possuindo como característica compensatória o desenvolvimento do olfato.

### Aves aquáticas

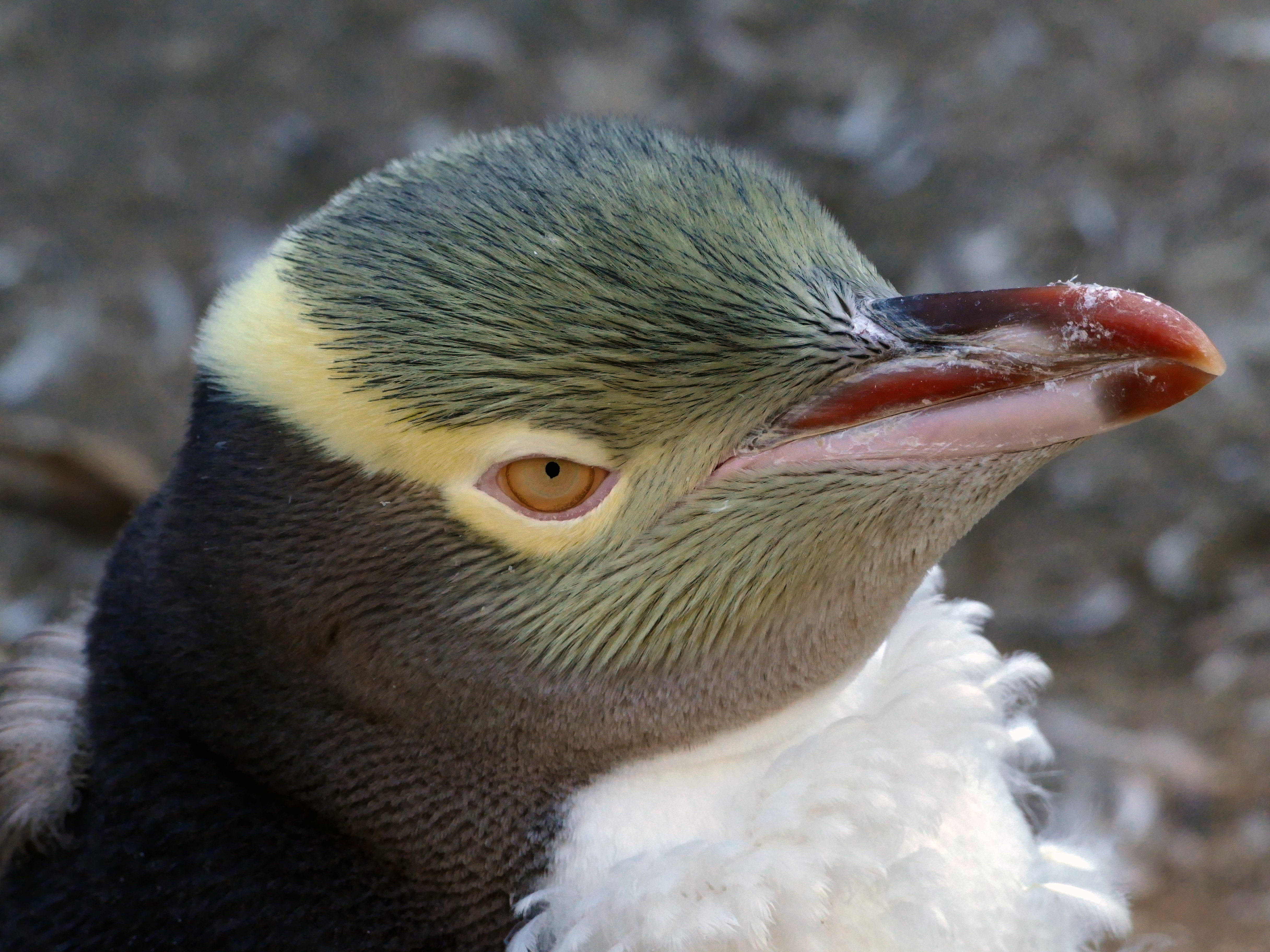
Os olhos dos pinguins apresentam adaptações para diferentes ambientes.

Algumas espécies de aves, como pinguins e alguns patos, necessitam não só de uma visão precisa no ar, mas igualmente boa na água quando estão em busca de alimentos, por serem animais aquáticos. Isso apresenta um problema evolutivo no âmbito da visão: como um animal poderia enxergar tanto na água, quanto no ar? A diferença entre esses meios é que submersa, a capacidade de refração da córnea é inibida, pois os índices de refração do humor aquoso e da água são os mesmos. Tornando a lente o principal agente de foco da luz que irá atingir a retina. O que se observa nesse grupo é uma córnea mais plana e uma lente com uma maior capacidade de adaptação aos diferentes ambientes. Também visto em outras aves aquáticas, como os patos mergulhadores (Lophodytes cucullatus e Bucephala clangula), um cristalino mais curvado, amparado por um poderoso esfíncter muscular que o deforma para compensar a falta de refração da córnea.
Outro fator que é alterado embaixo d’água é a intensidade da luz. O pinguim-rei (Aptenodytes patagonicus), por exemplo, mergulha até 300 metros de profundidade em busca de presas e nesta faixa do oceano, a quantidade de luz disponível é equivalente ao período noturno na superfície. Como a caça é uma das atividades centrais à vida desse animal, parecido com as aves terrestres de hábito noturno, ao longo do tempo foram selecionados os indivíduos olhos maiores e com uma pupila que pudesse atingir maior extensão, possibilitando mais entrada de luz e melhorando a visão em luminosidade baixa, mas também capaz de se ajustar às intensidades diurnas. Para efeito de comparação, o alcance da conformação da abertura da pupila pela íris desses animais é de 300 vezes, do menor diâmetro (0,65 mm), ao maior (12,7 mm), já em humanos a amplitude é de aproximadamente 16 vezes.